# Adolphe de Polier
Le comte Pierre Amédée Charles Guillaume Adolphe de Polier,, (1795-1830) est un officier français au service de l'empire russe à partir de 1820.
Il est le fils de l'orientaliste suisse Antoine-Louis Polier (1741-1795). Maître du protocole de la cour impériale russe à partir de 1827, chambellan de l’empereur Nicolas Ier, fonctionnaire du ministère des finances de Russie, membre de l’Académie des sciences de Russie, Adolphe de Polier organise des expéditions scientifiques, dont une avec Alexander von Humboldt en 1829, lors de laquelle il découvre les premiers diamants russes grâce aux théories de ce dernier. En 1826, il épouse la comtesse Barbara Chouvaloff (1796-1870),. Il réside jusqu’à sa mort dans sa propriété de Pargolovo, près de Saint-Pétersbourg.